# Carlos Villanueva Rolland
Carlos Andrés Villanueva Rolland (La Ligua, Región de Valparaíso; 5 de febrero de 1986) es un exfutbolista profesional chileno que se desempeñaba como volante ofensivo.

## Trayectoria
Nació en la ciudad de La Ligua, pero fue en La Serena se donde se inició futbolísticamente en la Escuela de Fútbol El Romeral en 1993, donde estuvo hasta 1999. Durante 2000 y 2001, jugó en los cadetes del club Deportes La Serena, específicamente en las series sub-14 y sub-15. Posteriormente, estuvo a préstamo durante tres meses en las cadetes de Universidad Católica, sin embargo, el cuadro universitario no hizo uso de la opción de compra debido a su alto precio, y volvió a Deportes La Serena en el 2003.
Debutó en el profesionalismo en el año 2003 con Deportes La Serena en la Primera B de Chile, convirtiendo 5 goles en 15 partidos jugados, y logró el ascenso a Primera División. En 2004, Audax Italiano compró el 51 % de su pase.
Recién en el Torneo de Apertura 2006 comenzó a ser titular en Audax Italiano, convirtiendo 10 goles.
En el Torneo de Clausura de 2006 de la Primera División, fue figura durante todo el campeonato, llegando con su equipo a la final (2 partidos) en la que pese a anotar un gol, fueron superados por Colo Colo, totalizando 12 goles en este campeonato. La segunda posición en este torneo le valió al Audax disputar la Copa Libertadores de América del año 2007, integrando el grupo 2 con Necaxa, Sao Paulo y Alianza Lima. En un hecho inédito, quedaron eliminados en esta fase pese a sumar 11 puntos.
También participó de la campaña de su equipo en el Torneo Apertura de 2007, en el que alcanzaron el tercer lugar. Todas estas buenas actuaciones llevaron al seleccionador de la Selección de fútbol de Chile, Nelson Acosta, a llevarlo a la Copa América 2007, disputada en Venezuela. En el primer partido anotó de tiro libre el gol del triunfo ante Ecuador (3-2). Una vez que la selección chilena quedó al mando de Marcelo Bielsa, fue nominado a una gira europea que enfrentó a Chile con Suiza y Austria y en los 4 primeros partidos eliminatorios para Sudáfrica 2010 ante Argentina, Perú, Uruguay y Paraguay.
Reconocido ese año 2007 a nivel continental por su velocidad, inteligencia, visión de ataque, goles y vistosas jugadas, fue considerado en el equipo ideal de América en la creación junto al también chileno Jorge Valdivia, que cumplía su primer período en el Palmeiras de Brasil.
Durante la primera mitad del año 2008, y después de una serie de tiras y aflojas con el presidente del Audax Italiano Valentín Cantergianni, "El Piña", como es apodado por la prensa y los hinchas, vivió una verdadera incertidumbre por su futuro profesional; en un primer momento la Real Sociedad, de la Segunda División de España, se interesó por una posible cesión, la cual estuvo a punto de cerrarse pero nunca se llegó a concretar, dada la crítica situación económica del elenco txuri urdin. Sin embargo, un par de meses después, el Blackburn Rovers de la Premier League inglesa lo contrató en calidad de préstamo por un año, con opción de compra por unos 8 millones de dólares.
Luego de la poca continuidad en el Blackburn Rovers, fichó por el Al-Shabbab de Emiratos Árabes Unidos a cambio de 5 millones de dólares por 4 años, hecho que se llevó a cabo el 15 de mayo de 2009. A fines de mayo viajó a ese club.
El 29 de abril de 2011 Al-Shabbab se consagra campeón de La Copa de Liga de los Emiratos Árabes Unidos, derrotando en la final 3-2 Al Ain FC, consiguiendo el primer título oficial de Carlos Villanueva. El 3 de noviembre del mismo año Al-Shabbab se corona campeón de la Copa de Clubes Campeones del Golfo (Liga de Campeones GCC) derrotando en la final por un global de 4-3 a Al-Ahli Dubai, obteniendo el primer título internacional de Villanueva y segundo título en su carrera.
En el 2012 Al-Shabbab no logra defender sus títulos obtenidos el año anterior, solo consigue el subcampeonato La Copa de Liga de los Emiratos Árabes Unidos al caer en la final por penales 3-5 contra Al-Ahli Dubai.
Después de 3 temporadas en Al-Shabbab, en febrero de 2013 llega a préstamo a Universidad Católica para jugar solo 1 semestre por los cruzados, jugando Torneo de Transición y Copa Chile, volviendo al semestre siguiente al equipo Al-Shabbab de Emiratos Árabes.
El 27 de mayo de 2015 Al-Shabbab se corona campeón de la Copa de Clubes Campeones del Golfo 2015, siendo Villanueva figura de su equipo durante todo el torneo, en semifinales en el partido de revancha el chileno marcó de penal a los 34′ que ayudó a eliminar al campeón defensor del título Al-Nasr, en la final "El Piña" dio el pase gol para el tanto del Al-Shabab, que igualó 1-1 con Al-Seeb de Omán, y en la definición a penales obtiene el título por 4-3, consiguiendo su segundo título internacional.
El 1 de abril de 2015 en la final de chilenos, Al-Shabbab de Villanueva perdió la final de La Copa de Liga de los Emiratos Árabes Unidos 0-1 contra Al-Wahda (Abu Dabi) de Jorge Valdivia, el encuentro estuvo marcado por la expulsión del "Mago" por un violento pisotón contra "El Piña" en el minuto 44 del partido.
El 19 de julio de 2016 Villanueva pasa los exámenes médico para ser el nuevo refuerzo del Al-Ittihad de Arabia Saudita, 9 días después el 28 de julio, Al-Ittihad confirma como DT al chileno José Luis Sierra. Al finalizar la temporada de la Liga Profesional Saudí 2016-17 Al-Ittihad terminó en el cuarto Lugar.
El 10 de marzo de 2017 Al-Ittihad junto a los chilenos se proclaman campeón de la Copa de Arabia Saudita al derrotar 1-0 Al-Nassr, con el volante como titular, el cuadro que tiene en el cuerpo técnico a Clarence Acuña y Pedro Reyes, consiguió el primer título bajo el mando del "Coto" Sierra, un remate de "El Piña" provocó el rebote del arquero que terminó en gol.
El 1 de abril de 2018 por semifinales por la Copa del Rey, los dirigidos por el "Coto" Sierra derrotaron 6-2 al Al-Batin con 2 goles de Villanueva, al minuto 5 y a los 88′ de penal, instalando al Al-Ittihad en la final de la Copa del Rey de Campeones 2018.
El 12 de mayo de 2018 el Al-Ittihad de Carlitos Villanueva se corona campeón de la Copa del Rey de Campeones 2018 el segundo torneo más importante de Arabia Saudita (después de la Liga Saudí), al derrotar en la final 3-1 en el tiempo extra a Al-Faisaly. Con este título el cuadro árabe de los chilenos se clasificó para la fase de grupos de la Liga de Campeones de la AFC 2019.

## Selección nacional

### Selección Sub-20
Fue nominado por José Sulantay para integrar la selección chilena sub-20 que disputó la Copa Mundial Sub-20 de 2005 en los Países Bajos, en la que no vio acción, permaneciendo en el banco de suplentes durante los cuatro compromisos que Chile disputó en aquel certamen.

### Selección absoluta

#### Participaciones en Copa América
| Copa              | Sede      | Resultado        | PJ | Goles |
| ----------------- | --------- | ---------------- | -- | ----- |
| Copa América 2007 | Venezuela | Cuartos de Final | 2  | 1     |

#### Participaciones en Clasificatorias a Copas del Mundo
| Eliminatorias                | País      | Resultado   | Posición | Partidos | Goles |
| ---------------------------- | --------- | ----------- | -------- | -------- | ----- |
| Eliminatorias Sudáfrica 2010 | Sudáfrica | Clasificado | 2.º      | 3        | 0     |

## Estadísticas
| Club                               | Div           | Temporada     | Liga  | Liga  | Liga   | Copas nacionales | Copas nacionales | Copas nacionales | Torneos internacionales | Torneos internacionales | Torneos internacionales | Total | Total | Total  |
| Club                               | Div           | Temporada     | Part. | Goles | Asist. | Part.            | Goles            | Asist.           | Part.                   | Goles                   | Asist.                  | Part. | Goles | Asist. |
| ---------------------------------- | ------------- | ------------- | ----- | ----- | ------ | ---------------- | ---------------- | ---------------- | ----------------------- | ----------------------- | ----------------------- | ----- | ----- | ------ |
| La Serena · Chile                  | 2.ª           | 2003          | 15    | 5     | 1      | —                | —                | —                | —                       | —                       | —                       | 15    | 5     | 1      |
| La Serena · Chile                  | Total club    | Total club    | 15    | 5     | 1      | 0                | 0                | 0                | 0                       | 0                       | 0                       | 15    | 5     | 1      |
| Audax Italiano · Chile             | 1.ª           | 2004          | 22    | 2     | 3      | 2                | 0                | 0                | —                       | —                       | —                       | 24    | 2     | 3      |
| Audax Italiano · Chile             | 1.ª           | 2005          | 32    | 3     | 4      | —                | —                | —                | —                       | —                       | —                       | 32    | 3     | 4      |
| Audax Italiano · Chile             | 1.ª           | 2006          | 37    | 22    | 10     | —                | —                | —                | —                       | —                       | —                       | 37    | 22    | 10     |
| Audax Italiano · Chile             | 1.ª           | 2007          | 41    | 27    | 12     | 1                | 1                | 1                | 9                       | 2                       | 2                       | 51    | 30    | 15     |
| Audax Italiano · Chile             | 1.ª           | 2008          | 17    | 6     | 1      | —                | —                | —                | 6                       | 3                       | 2                       | 23    | 9     | 3      |
| Blackburn Rovers Inglaterra        | 1.ª           | 2008-09       | 13    | 0     | 1      | 8                | 2                | 3                | —                       | —                       | —                       | 21    | 2     | 4      |
| Blackburn Rovers Inglaterra        | Total club    | Total club    | 13    | 0     | 1      | 8                | 2                | 3                | 0                       | 0                       | 0                       | 21    | 2     | 4      |
| Al Shabab · Emiratos Árabes Unidos | 1.ª           | 2009-10       | 11    | 3     | 0      | —                | —                | —                | —                       | —                       | —                       | 11    | 3     | 0      |
| Al Shabab · Emiratos Árabes Unidos | 1.ª           | 2010-11       | 20    | 6     | 1      | —                | —                | —                | —                       | —                       | —                       | 20    | 6     | 1      |
| Al Shabab · Emiratos Árabes Unidos | 1.ª           | 2011-12       | 14    | 2     | 7      | 10               | 4                | 1                | 3                       | 0                       | 0                       | 27    | 6     | 8      |
| Al Shabab · Emiratos Árabes Unidos | 1.ª           | 2013-14       | 23    | 7     | 4      | 3                | 0                | 1                | —                       | —                       | —                       | 26    | 7     | 5      |
| Al Shabab · Emiratos Árabes Unidos | 1.ª           | 2014-15       | 26    | 11    | 8      | 7                | 2                | 0                | —                       | —                       | —                       | 33    | 13    | 8      |
| Al Shabab · Emiratos Árabes Unidos | 1.ª           | 2015-16       | 23    | 2     | 6      | 6                | 0                | 4                | 1                       | 0                       | 0                       | 30    | 2     | 10     |
| Al Shabab · Emiratos Árabes Unidos | Total club    | Total club    | 117   | 31    | 26     | 26               | 6                | 6                | 4                       | 0                       | 0                       | 147   | 37    | 32     |
| Universidad Católica · Chile       | 1.ª           | 2013          | 12    | 1     | 3      | 3                | 1                | 1                | —                       | —                       | —                       | 15    | 2     | 4      |
| Universidad Católica · Chile       | Total club    | Total club    | 12    | 1     | 3      | 3                | 1                | 1                | 0                       | 0                       | 0                       | 15    | 2     | 4      |
| Al-Ittihad Arabia Saudita          | 1.ª           | 2016-17       | 24    | 3     | 11     | 6                | 2                | 0                | —                       | —                       | —                       | 30    | 5     | 11     |
| Al-Ittihad Arabia Saudita          | 1.ª           | 2017-18       | 20    | 2     | 6      | 5                | 4                | 5                | —                       | —                       | —                       | 25    | 6     | 11     |
| Al-Ittihad Arabia Saudita          | 1.ª           | 2018-19       | 28    | 4     | 4      | 7                | 0                | 4                | 6                       | 0                       | 1                       | 41    | 4     | 9      |
| Al-Ittihad Arabia Saudita          | 1.ª           | 2019-20       | 12    | 0     | 2      | 1                | 0                | 0                | 4                       | 0                       | 2                       | 17    | 0     | 4      |
| Al-Ittihad Arabia Saudita          | Total club    | Total club    | 84    | 9     | 23     | 19               | 6                | 9                | 10                      | 0                       | 3                       | 113   | 15    | 35     |
| Al-Fayha FC Arabia Saudita         | 1.ª           | 2019-20       | 16    | 4     | 5      | —                | —                | —                | —                       | —                       | —                       | 16    | 4     | 5      |
| Al-Fayha FC Arabia Saudita         | Total club    | Total club    | 16    | 4     | 5      | 0                | 0                | 0                | 0                       | 0                       | 0                       | 16    | 4     | 5      |
| Palestino · Chile                  | 1.ª           | 2020          | 16    | 1     | 4      | —                | —                | —                | —                       | —                       | —                       | 16    | 1     | 4      |
| Palestino · Chile                  | 1.ª           | 2021          | 26    | 8     | 4      | 6                | 0                | 5                | 4                       | 0                       | 0                       | 36    | 8     | 9      |
| Palestino · Chile                  | 1.ª           | 2022          | 10    | 1     | 0      | —                | —                | —                | —                       | —                       | —                       | 10    | 1     | 0      |
| Palestino · Chile                  | Total club    | Total club    | 52    | 10    | 8      | 6                | 0                | 5                | 4                       | 0                       | 0                       | 62    | 10    | 13     |
| Magallanes · Chile                 | 2ª            | 2022          | 13    | 0     | 1      | 8                | 0                | 1                | —                       | —                       | —                       | 21    | 0     | 2      |
| Magallanes · Chile                 | 1.ª           | 2023          | 25    | 2     | 3      | 3                | 0                | 1                | 8                       | 1                       | 2                       | 36    | 3     | 6      |
| Magallanes · Chile                 | Total club    | Total club    | 38    | 2     | 4      | 11               | 0                | 2                | 8                       | 1                       | 2                       | 57    | 3     | 8      |
| Audax Italiano · Chile             | 1.ª           | 2024          | 13    | 0     | 0      | 1                | 0                | 0                | —                       | —                       | —                       | 14    | 0     | 0      |
| Audax Italiano · Chile             | Total club    | Total club    | 162   | 60    | 30     | 4                | 1                | 1                | 15                      | 5                       | 4                       | 181   | 66    | 35     |
| Total carrera                      | Total carrera | Total carrera | 507   | 121   | 101    | 74               | 14               | 27               | 41                      | 6                       | 9                       | 622   | 141   | 137    |
| 1. 2. 3.                           |               |               |       |       |        |                  |                  |                  |                         |                         |                         |       |       |        |

## Palmarés

### Torneos nacionales
| Título                    | Equipo (*) | Sede            | Año       |
| ------------------------- | ---------- | --------------- | --------- |
| Etisalat Emirates Cup     | Al-Shabbab | Emiratos Árabes | 2010-2011 |
| Copa del Príncipe         | Al-Ittihad | Arabia Saudita  | 2017      |
| Copa del Rey de Campeones | Al-Ittihad | Arabia Saudita  | 2018      |
| Primera B                 | Magallanes | Chile           | 2022      |
| Copa Chile                | Magallanes | Chile           | 2022      |
| Supercopa de Chile        | Magallanes | Chile           | 2023      |

### Torneos internacionales
| Título               | Equipo (*) | Sede            | Año  |
| -------------------- | ---------- | --------------- | ---- |
| CGC Champions League | Al-Shabbab | Emiratos Árabes | 2011 |
| CGC Champions League | Al-Shabbab | Emiratos Árabes | 2015 |

### Distinciones individuales
| Distinción                                              | Año  |
| ------------------------------------------------------- | ---- |
| Futbolista del año en Chile                             | 2007 |
| Mejor Jugador del Año por la revista "El Gráfico" Chile | 2007 |
| Parte del Equipo Ideal de la Revista "El Gráfico" Chile | 2007 |
| Goleador del Torneo de Clausura (20 goles)              | 2007 |
| Parte del Equipo Ideal de América                       | 2007 |